# Kai Noll
Kai Noll (* 9. Oktober 1964 in Bonn) ist ein deutscher Schauspieler und Sänger.

## Leben
Kai Noll wuchs in Hamburg auf, wo er jahrelang als Band- und Straßenmusiker tätig war. Sein Vater war Werner Noll (1930–2012), der ehemalige Landesgeschäftsführer der SPD Hamburg und Bruder der Krimiautorin Ingrid Noll und der Filmwissenschaftlerin Christine Noll Brinckmann.
Von 1995 bis 1998 besuchte Noll in Hamburg die Schauspielschule Doris Kirchner sowie die Musikschule Armin Schneider. Bei Karin Ploog absolvierte er eine Gesangsausbildung. Später hatte er die Hauptrolle Pico in dem Hamburger Musical Starclub, die Story. Seit 1998 steht Noll als Schauspieler vor der Kamera.
Vom 26. Februar 2003 (Folge 2036) bis zum 9. September 2020 (Folge 6440) war Noll in der Daily Soap Unter uns bei RTL als Rufus Sturm zu sehen. Von April 2022 (Folge 6852) bis August 2023 (Folge 7191) war Noll erneut in der Serie zu sehen.
Von 2005 bis 2007 und von 2015 bis 2021 war Noll an der Karl-May-Bühne Elspe als Old Shatterhand zu sehen. Außerdem spielte er dort in einer Showhalle im Winter in Dinnershows mit.
Am Rosenmontag 2019 wurde Noll von der Karnevalsgesellschaft Klein-Elka & 1935 e.V. zum Karnevalsprinzen des Elspetals proklamiert.
Kai Noll lebt in Köln. Neben seiner Muttersprache Deutsch spricht er auch Englisch und Norwegisch.

## Filmografie
- 1998: Peter Strohm (Fernsehserie, 1 Folge)
- 1999: Großstadtrevier (Fernsehserie, 1 Folge)
- 2000: Durchreise (Kurzfilm)
- 2003–2020, 2022–2023: Unter uns (Fernsehserie)
- 2007: KMPD – Krass Mann Police Department
- 2008: In der Not trinkt der Teufel Fliegen
- 2008: Aufgemöbelt
- 2013: Die Kaffekantate (Kurzfilm)
- 2024: Bear on Ice

## Theater (Auswahl)
| Jahr | Theaterstück                                          | Rolle           | Bühne                                     |
| ---- | ----------------------------------------------------- | --------------- | ----------------------------------------- |
| 2005 | Das Halbblut – Der letzte Kampf um Fort Grant         | Old Shatterhand | Freilichtbühne Elspe Festival, Lennestadt |
| 2006 | Winnetou I                                            | Old Shatterhand | Freilichtbühne Elspe Festival, Lennestadt |
| 2007 | Der Ölprinz                                           | Old Shatterhand | Freilichtbühne Elspe Festival, Lennestadt |
| 2015 | Der Schatz im Silbersee                               | Old Shatterhand | Freilichtbühne Elspe Festival, Lennestadt |
| 2016 | Im Tal des Todes                                      | Old Shatterhand | Freilichtbühne Elspe Festival, Lennestadt |
| 2017 | Winnetou I – Die Geschichte einer großen Freundschaft | Old Shatterhand | Freilichtbühne Elspe Festival, Lennestadt |